# آن جونغ-هو
آن جونغ-هو هو لاعب كرة قدم كوري شمالي في مركز الوسط، ولد في 11 مارس 1987 في كوريا الشمالية. شارك مع منتخب كوريا الشمالية لكرة القدم. أما مع النوادي، فقد لعب مع Amnokgang Sports Club ‏.

## وصلات خارجية
- آن جونغ-هو على موقع الاتحاد الدولي (مؤرشف)  (الإنجليزية)
- آن جونغ-هو على موقع قاعدة بيانات كرة القدم.إي يو (الإنجليزية)
- آن جونغ-هو على موقع ناشيونال فوتبول تيمز (الإنجليزية)